# ロッテ (ヴェストファーレン)
ロッテ（ドイツ語: Lotte, 低地ドイツ語: Luote）は、ドイツ連邦共和国ノルトライン＝ヴェストファーレン州ミュンスター行政管区のシュタインフルト郡に属す町村（以下、本項では便宜上「町」と記述する）である。この町はヴェストファーレンのテックレンブルガー・ラントに位置している。現在の町の広がりは、1975年1月1日にそれまでアムト・ロッテに属す独立した町村であったロッテとヴェルゼンが合併して形成された。この町は、アウトバーンのロッテ/オスナブリュック・ジャンクションとサッカー3部リーグでプレイするシュポルトフロインデ・ロッテによって全国的に知られている。ニーダーザクセン州の大都市オスナブリュックと直接境を接しており、その大都市圏に含まれる。

## 地理

### 位置
ロッテは、ノルトライン＝ヴェストファーレン州最北部に位置している。

### 自治体の構成
ロッテの町域には、4つの地区が含まれる:
- ロッテ（アルト＝ロッテ）
- ビューレン
- ハーレン
- ヴェルゼン

### 隣接する市町村
この町は、全部で6市町村と境を接する。南と西はテックレンブルガー・ラントの町ヴェスターカペルン（西）とテックレンブルク（南）である。北と東はニーダーザクセン州のオスナブリュッカー・ラントと接する。具体的には、ブラームシェ（北）、ヴァレンホルスト（北東）、オスナブリュック（東）、ハスベルゲン（南東）である。

## 歴史

### 先史時代

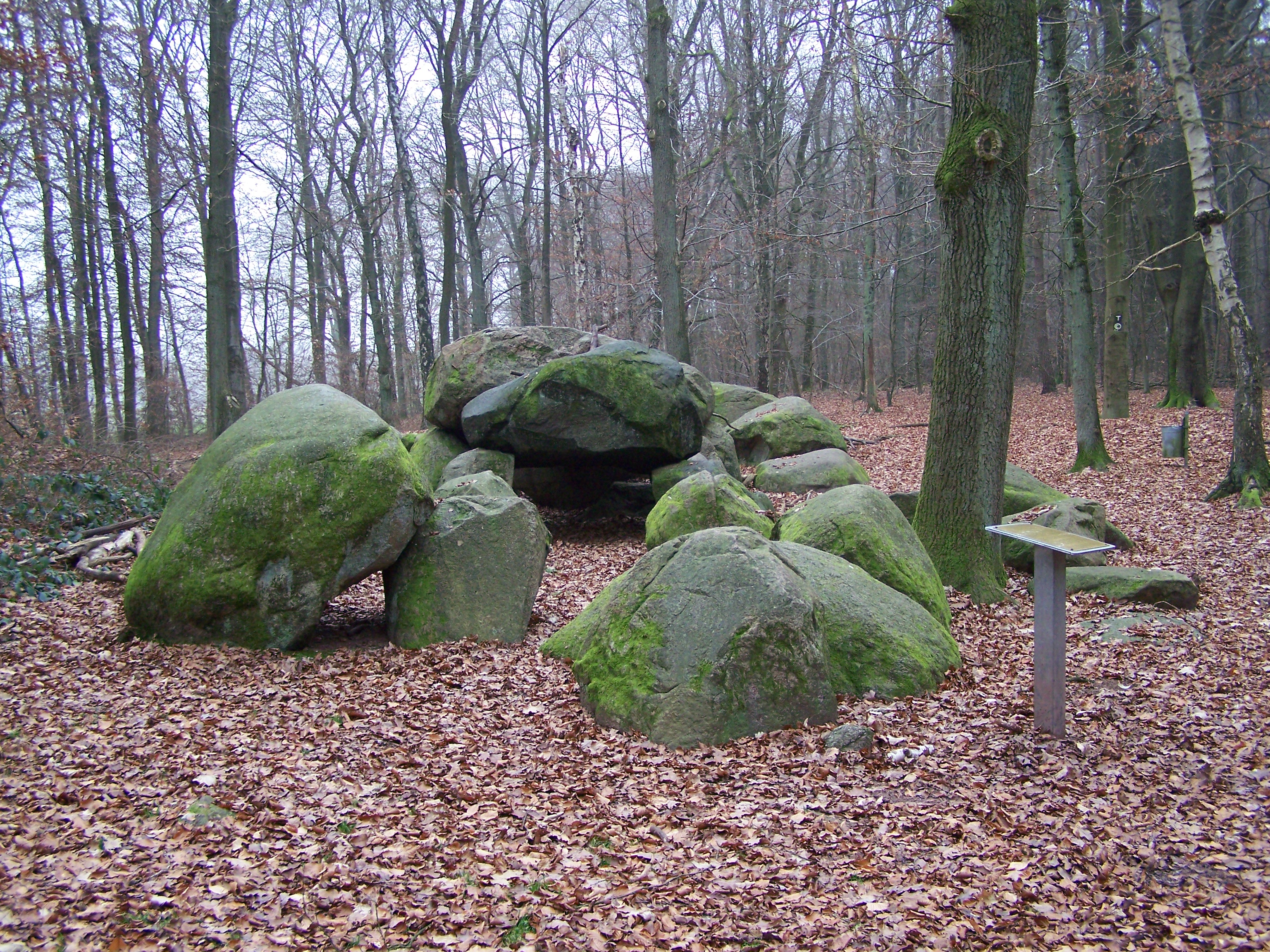
ロッテ町内ヴェル全地区の巨石墳墓 (Sloopsteine)

ロッテの町域内には、新石器時代の漏斗状ビーカー文化の墓地が3箇所ある。

### 中世から1400年
ロッテ地区（アルト＝ロッテ）と農村オスターベルクの歴史は密接に結びついているが、両村は一緒に成立したわけではない。ロッテは、かつてオスナブリュックの聖マリエン教会に、オスターベルクは現在テックレンブルクの一部となっているレーデンに属した。
オスターベルクは1251年にはすでに文献に記録されている。この文書には、騎士ヘルマン・ハーケが、イーブルクに寄進したタリーネン祭壇をホーフ・オスターベルクに寄贈したことが記されている。ロッテは、1272年、ゲルトルーデンベルク修道院がロッテとデューテの (in villa Lothe dicta ac in Dhuthe) 所領をオスナブリュック司教コンラート2世から移管された際に、初めて文献に現れる。1312年2月26日にテックレンブルク伯オッター3世がキルヒシュピール・ロッテを設けた。1315年12月4日に、ロッテの新しい教会が完成した。これにより、日曜ごとにロッテ住民がオスナブリュックの聖マリエン教会に通うことはなくなった。現在もロッター・キルヒヴェーク（直訳: ロッテの教会通り）という通りの名前がこれをしのばせる。

### 1400年から1600年まで
1410年に、共同生活兄弟会の修道院建設のためにグート・オスターベルクが売却された。この小さな修道院組織は、明らかに永続的な生存可能性を欠いていた。1427年に共同生活兄弟会は、オスターベルク修道院をケルンの聖堂参事会が有する聖十字騎士団に譲渡した。この修道院は200年以上にわたって共同体の重要な機関であった。テックレンブルク伯コンラートが福音主義の信仰を受け容れたことで、修道院と伯との間で大きな紛争が起こった。聖堂参事会は1538年まで伯の意思を覆そうと努力した。紛争は、伯による聖十字修道会の追放と修道院の財産接収によりピークに達した。聖十字修道会は1552年にやっと長く続いた修道院を巡る権利争いに勝利し、1557年にコンラート伯が亡くなった後、修道院に戻ることができた。1574年にロッテで宗教改革がなされ、1580年にロッテで最初の学校が開設された。

### 1600年から1900年
1618年にテックレンブルク伯アドルフはオスターベルク修道院を占領し、世俗の管理下に置いた。1629年3月6日、皇帝フェルディナント2世は復旧令により、接収したすべての所領と修道院をカトリックに戻すよう命じた。三十年戦争では、1633年にスウェーデン軍が修道院を占領し、聖堂参事会はついにこれを放棄した。
ロッテ射撃協会の設立は、1659年とされている。この頃から現在まで "Lotte Anno 1659" （ロッテ、1659年）という文言と銀の鳥が描かれた盾がロッテのシュッツェンケッテに遺されている。テックレンブルク伯領の売却により、1707年にロッテはプロイセンの所領となった。
1810年11月18日に、ロッテに最初の町長職が設けられた。1832年と1850年にテックレンブルガー・ラントからの移民の流出が起こった。当時ロッテから147人が流出した。一部はオランダに向かったが、大部分は北アメリカに移住した。1844年12月6日にアムト・ロッテが設けられ、ロッテとヴェルゼンがこれに含まれた。

### 1900年から現在
1910年から1911年にオスナブリュッカー通りに新しい学校が建設された。1975年1月1日の地域再編で、それまでのロッテとヴェルゼンが合併し、統一自治体ロッテが成立した。人口は、オスナブリュックへの便が良い立地の、かつてのヴェルゼン/ビューレン地区に集中していた。その結果、ロッテからヴェルゼンへの自治体行政の移転が行われた。現在この町は、アルト＝ロッテ、ビューレン、ハーレン、オスターベルク、ヴェルゼン地区を有しており、それぞれがまとまった集落を形成している。自治体ロッテは以前と変わらずオスナブリュック市と強く結びついており、オスナブリュックのフォアオルト（衛星自治体）のように見える。

## 住民

### 人口推移
ロッテの町の人口推移を以下に示す
| 日付           | 人口（人） |
| -------------- | ---------- |
| 1985年12月31日 | 10,307     |
| 1990年12月31日 | 10,593     |
| 1995年12月31日 | 11,594     |
| 2000年12月31日 | 12,974     |
| 2005年12月31日 | 13,677     |
| 2010年12月31日 | 13,912     |
| 2015年12月31日 | 14,175     |
| 2017年12月31日 | 14,121     |

## 行政

### 町議会
この町の町議会は、26議席からなる。

### 首長
ロッテの町長は、2004年からライナー・レンマース (SPD) が務めている。

### 紋章
図柄: 赤字に、銀の斜め波帯。上部にひっくり返った金の錨、下部に銀の睡蓮の葉。
この紋章には、旧ロッテとヴェルゼンの紋章が描かれている。
対角線に引かれた波帯は、デューテ川を表している。ひっくり返った錨は、16世紀にロッテに住んでいた領主の代官（ハルデ家）の紋章に由来する。睡蓮の葉は、テックレンブルガー・ラントへの帰属を意味している。

### 姉妹自治体
- リス＝レ＝ラノワ（フランス語版、英語版）（フランス、ノール県）1991年[10]

リス＝レ＝ラノワは、フランス、ノール県ルーベ市の隣町にあたる。特にサークルレベル（特に芸術サークル、オートバイ愛好会、スポーツ協会の代表）で両町の代表が交流を行っている。また、毎年町の代表が相互訪問を行っている。

## 文化と見所

### ロッテ福音主義教会

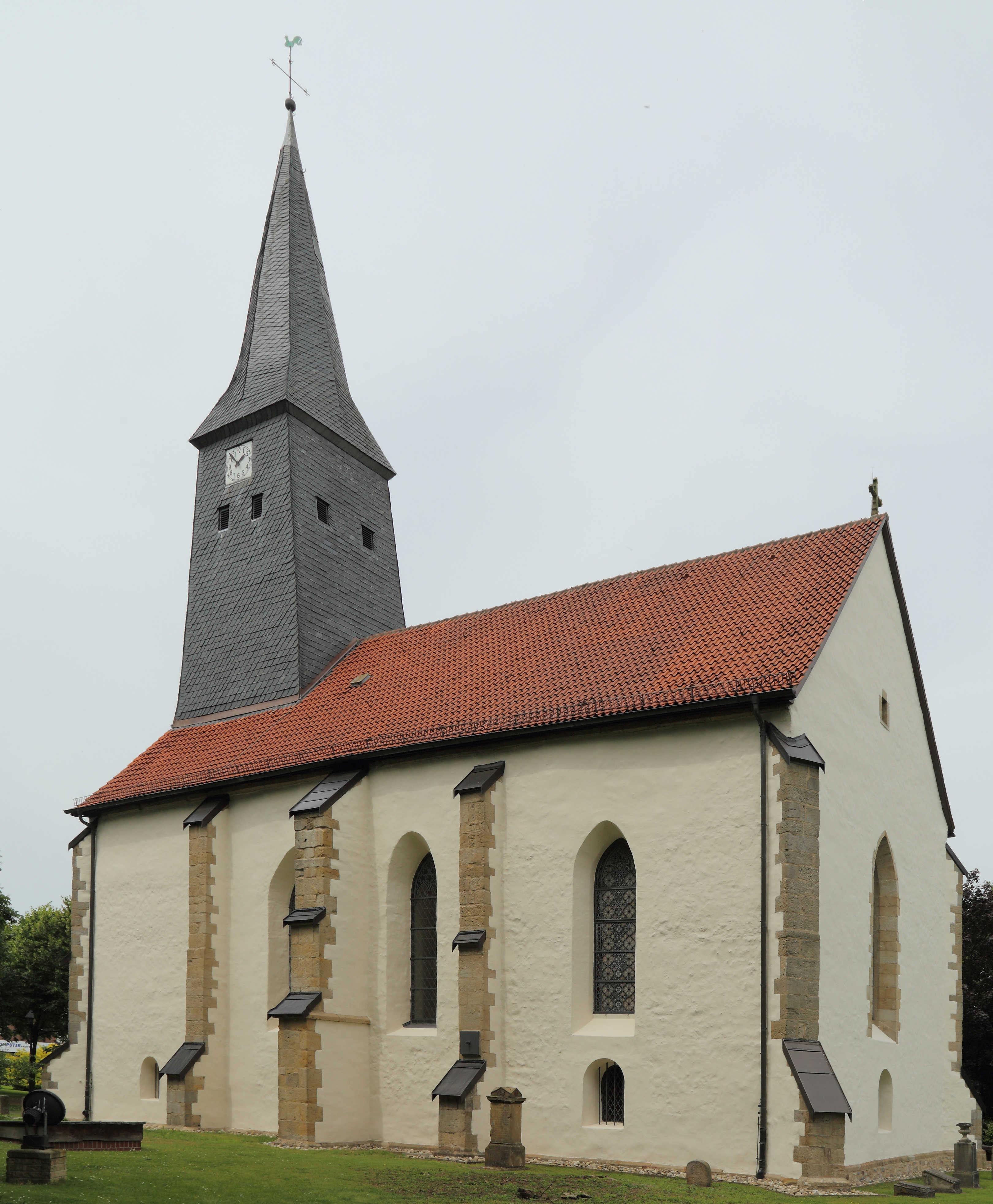
ロッテの福音主義教会

福音主義教会は、この地方の村のゴシック様式の典型的な建築物である。この教会は1312年から1315年に建設された。この教会の主な特徴には以下のものがある。
- 西側の、2つの側壁龕があるドーム状のヴォールト
- 丸窓の様式化された茨の冠
- 南壁のユーゲントシュティール様式の窓がある初期ゴシック様式の長方形のホール
- 1684年製のオルガン
- 1777年製のフラマン様式の燭台

教会堂の特別な点として、西に向かって傾いた塔があり、北壁の柱の中に6本指の手の跡があるのが不思議である。

## 経済と社会資本

### 交通

#### 概要

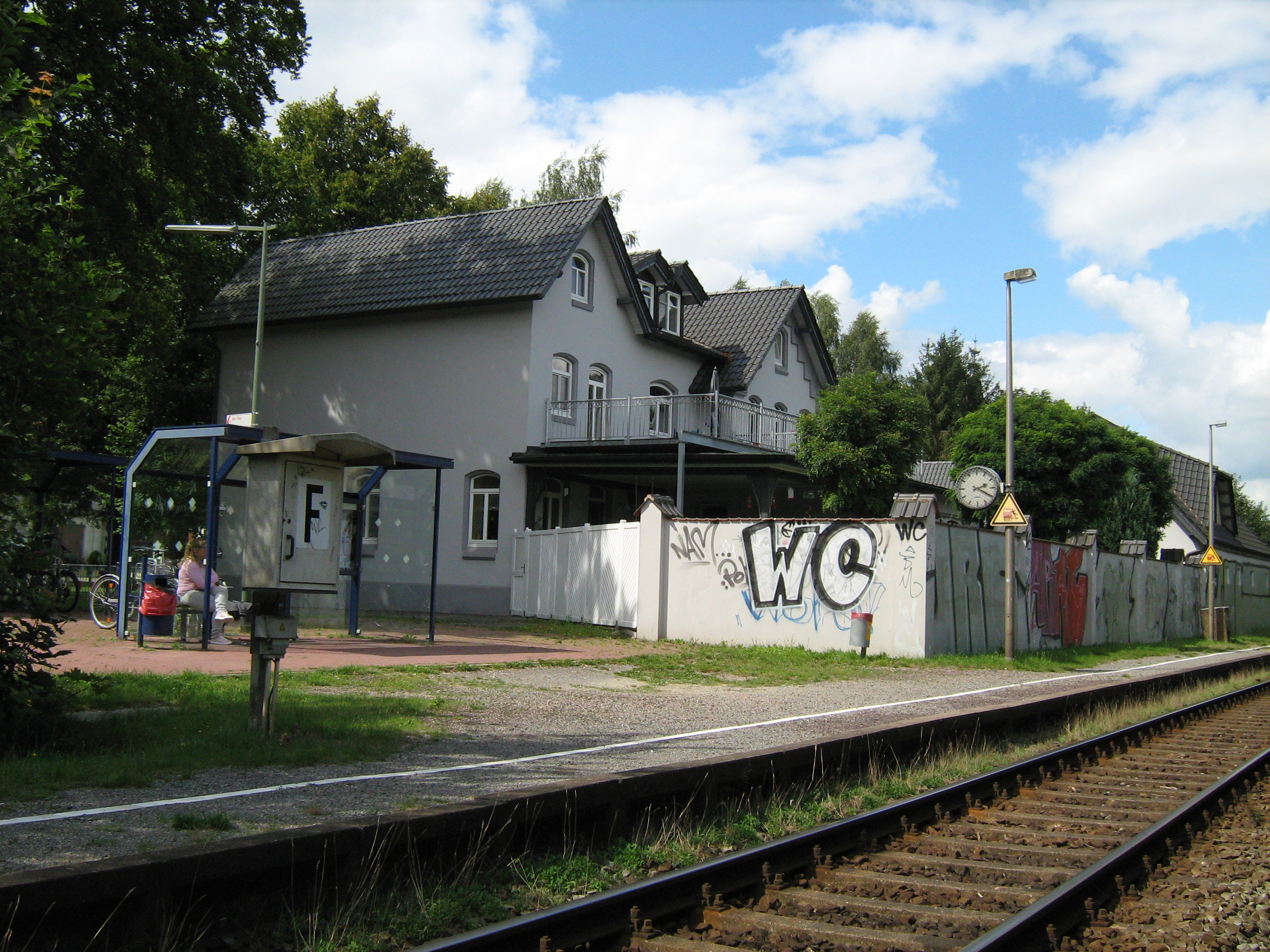
ハーレン駅

ロッテは、アウトバーン A1号線と A30号線が交差する交通の便が良い場所にある。
鉄道レーネ - ライネ（ハノーファー - アムステルダム）線が町を横切っているが、町内にこの路線の駅はない。唯一営業している駅は、ハーレン地区のオスナブリュック - オルデンブルク線の駅である。
ミュンスター/オスナブリュック空港は、約25 km 離れた場所にあり、アウトバーン経由で容易にアクセスできる。

#### 道路

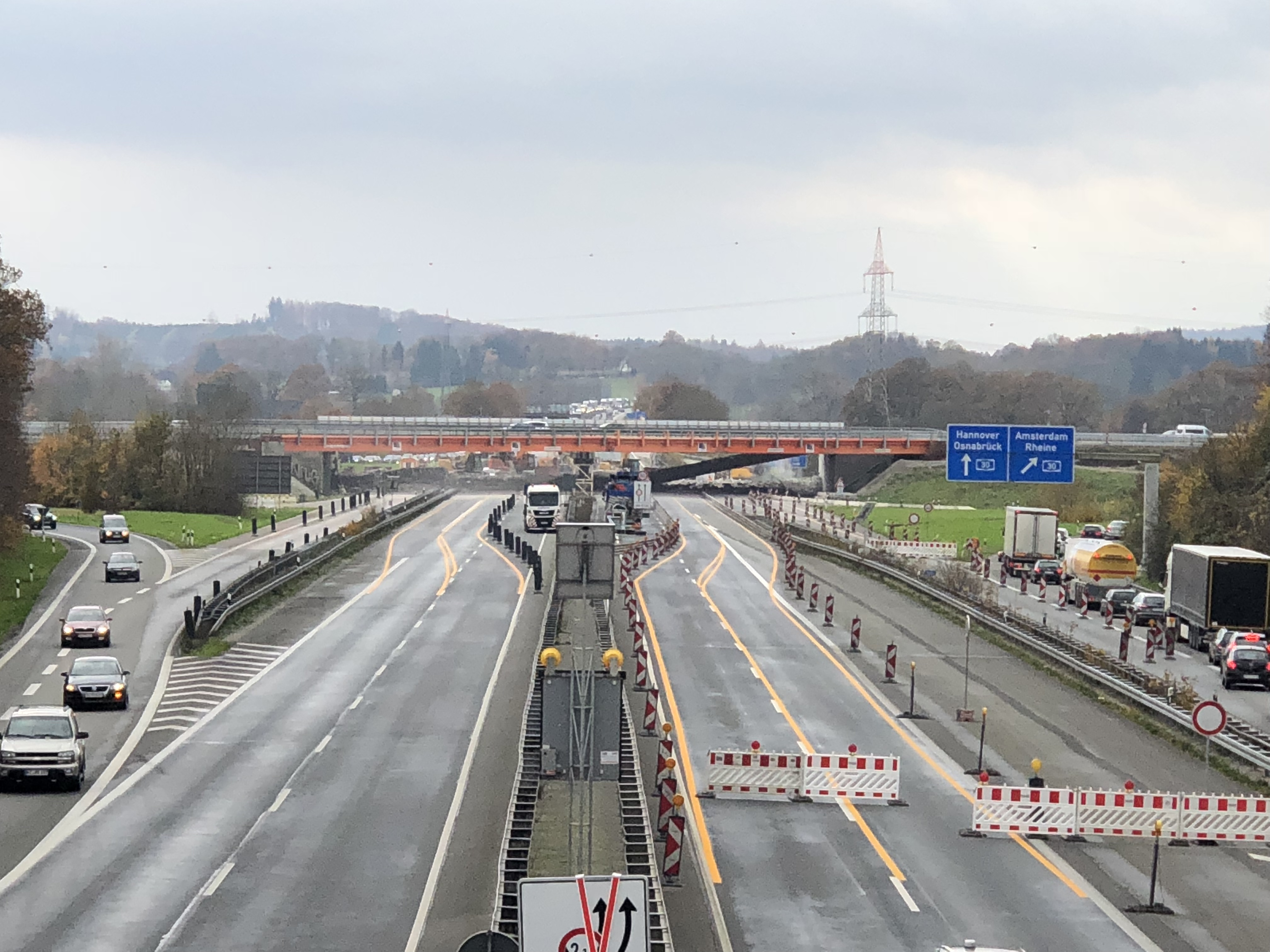
ロッテ/オスナブリュック・ジャンクション

アウトバーン A1号線（欧州自動車道路 E37号線）と A30号線（E30号線）とが交差するロッテ/オスナブリュック・ジャンクションが町内にある。このジャンクションは1968年に開通し、それ以後ドイツ・アウトバーンおよび欧州高速道路網への入り口として利用されている。
ロッテは、以下のアウトバーンおよびインターチェンジで高速道路網にアクセスできる:
- A1号線 ブレーメン - オスナブリュック - ミュンスター（インターチェンジ 71 オスナブリュック＝ハーフェン）
- A30号線 ヘンゲロー - オスナブリュック - バート・エーンハウゼン（インターチェンジ 13 ロッテおよび 15 ハスベルゲン＝ガステ）

この他に、以下の州道がこの町を通り、近隣市町村との間を結んでいる:
- L501号線 ライネ - イベンビューレン - ロッテ - オスナブリュック
- L589号線 レンゲリヒ - テックレンブルク＝レーデン - ロッテ
- L597号線 ラドベルゲン - テックレンブルク - ロッテ
- L595号線 ホプステン - レッケ - ヴェスターカペルン - ロッテ - オスナブリュック

#### 公共近郊交通機関
ロッテには、主にオスナブリュック方面との接続を主目的とする近郊交通網が整備されている。1949年から1968年まで、オスナブリュック市施設局のトロリーバスがオスナブリュック方面（リスミュラー広場）からエーファースブルク＝ビューレンまで運行していた。トロリーバスの廃止後、市バス路線がここを運行している。
町内を3本の鉄道路線が横切っている。レーネ - ライネ線のロッテ (テックレンブルク郡) 駅があるが、列車は停車せずに通過する。この駅を再活用する、あるいはもっと便利な場所に移転させることが議論されている。
ヴェルゼン地区にはテックレンブルガー北鉄道（オスナブリュック - レッケ - ライネ）の駅があった。この駅は1967年から定期的な旅客運行に利用されておらず、保存鉄道がこれを利用している。テックレンブルガー北鉄道レッケ - オスナブリュック間の再開計画では、ヴェルゼンにも定期列車を停車させることが計画されている。
現在唯一営業している駅が、オルデンブルク - オスナブリュック線のハーレン地区の駅である。ここには1時間間隔でレギオナルバーン RB 58（デルメンホルスト - ヘゼーペ）が停車する。

#### 通勤
ロッテは典型的な通勤者の町で、この町から通勤する人数はこの町へ通勤する人よりもかなり多い。2017年時点のこの町からの通勤者は6,526人、この町への通勤者は 3,616人である。ロッテの住民にとって最も重要な勤務地は、オスナブリュック、ヴェスターカペルン、イベンビューレンである。町内居住者と通勤者とを合わせて、5,027人の社会保険支払い義務のある労働者がこの町で働いている。

### 地元企業
この町の主な企業は、たとえば、エルスター・クロムシュレーダー、Vedes-玩具、レッカーラントがある。この他に、アルト＝ロッテに FRIMO の中央工場がある。さらに自動車用・船舶用・建築用塗料の大手販売会社で接着剤やパテの製造業者であるヴルフ GmbH & Co. KG が、バーンホーフ・ロッテに本社を置いている。

### 教育
ロッテ町内には全域にわたって、医師、歯科医師、小売店、公益事業者、学校、幼稚園、図書館、スポーツ施設などが整備されている。ロッテ町内には全部で7園の幼稚園がある。ビューレン、ヴェルゼン、アルト＝ロッテに3校の基礎課程学校がある。ヴェルゼン地区には本課程学校がある。また、経済および管理学の職業補習高等専門学校課程を持つ私立学校「クリューガー」（寄宿舎制学校）がある。これらよりも上級の学校は、近隣のヴェスターカペルン、メッティンゲン、テックレンブルク、オスナブリュックに進学する。
2014/2015年の学年から、5クラスのロッテ＝ヴェスターカペルン総合学校が開設された。この学校はヴェスターカペルンとヴェルゼンに立地している。2017/2018年の学年に、5年生と6年生はヴェルゼン校、7年生と8年生はヴェスターカペルン校に配置された。この総合学校は拡張中である。
高齢者には、多くの交流の場が、介助生活のためのサービス住居施設、老人ホーム「ツヴァイ・アイヒェン」がある。アルト＝ロッテおよびヴェルゼンの青年センターは公共の青年活動に多くのチャンスを提供している。町立図書館は、ヴェルゼン、ロッテ、ビューレンの3館に分かれている。

## 人物

### ゆかりの人物

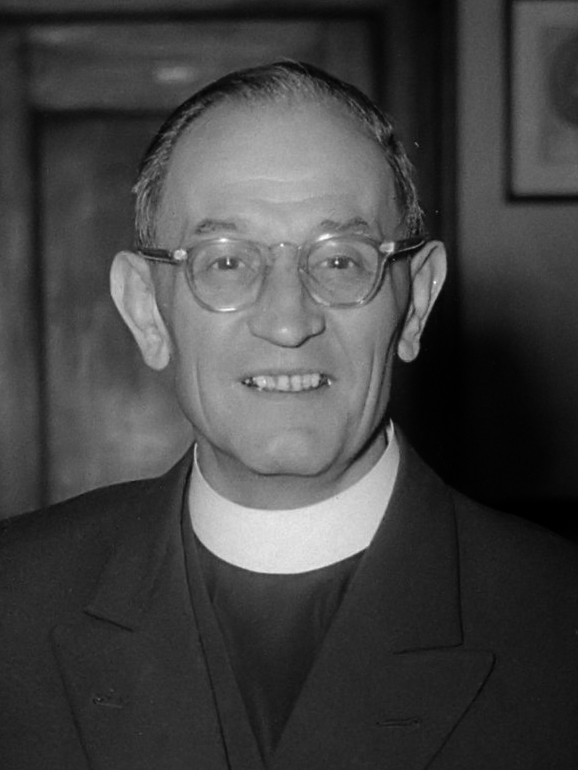
マルティン・ニーメラー

後にヘッセン＝ナッサウ福音主義教会の議長(他の州教会での監督に相当)となる牧師マルティン・ニーメラーの家族はヴェルゼンの出身であった。マルティン・ニーメラー牧師自身は第一次世界大戦中ヴェルゼンに住み、ここに埋葬された。彼は、当初ドイツ皇帝に極めて忠実な立場をとったが、国家社会主義に時代に抵抗する立場に移行し、「告白教会」で積極的に活動した。